# Voldemar Väli
Voldemar Väli (Kuressaare, Estonia, 10 de enero de 1903-Estocolmo, 13 de abril de 1997) fue un deportista estonio especialista en lucha grecorromana donde llegó a ser campeón olímpico en Ámsterdam 1928.

## Carrera deportiva
En los Juegos Olímpicos de 1928 celebrados en Ámsterdam ganó la medalla de oro en lucha grecorromana estilo peso pluma, por delante del sueco Eric Malmberg (plata) y del luchador italiano Gerolamo Quaglia (bronce). Catorce años después, en las Olimpiadas de Berlín 1936 ganó el bronce en la categoría de peso ligero.